# Kenneth Monday
Kenneth Monday (Tulsa (Oklahoma), Estados Unidos, 25 de noviembre de 1961) es un deportista estadounidense retirado especialista en lucha libre olímpica donde llegó a ser campeón olímpico en Seúl 1988.

## Carrera deportiva
En los Juegos Olímpicos de 1988 celebrados en Seúl ganó la medalla de oro en lucha libre olímpica de pesos de hasta 74 kg, por delante del luchador soviético Adlan Varayev (plata) y del búlgaro Rahmat Sofiadi (bronce). Cuatro años después, en las Olimpiadas de Barcelona 1992 ganó la medalla de plata en la misma categoría.